# 20 kilomètres marche masculin aux championnats du monde d'athlétisme 2003
Navigation
Edmonton 2001 Helsinki 2005
L'épreuve du 20 kilomètres marche masculin des championnats du monde d'athlétisme 2003 s'est déroulée le 23 août 2003. Elle est remportée par l'Équatorien Jefferson Pérez.

## Résultats
| Rang               | Athlète               | Pays                 | Temps           | Notes |
| ------------------ | --------------------- | -------------------- | --------------- | ----- |
| Médaille d'or      | Jefferson Pérez       | Équateur             | 1 h 17 min 21 s | WR    |
| Médaille d'argent  | Paquillo Fernández    | Espagne              | 1 h 18 min 00 s | SB    |
| Médaille de bronze | Roman Rasskazov       | Russie               | 1 h 18 min 07 s | SB    |
| 4                  | Noé Hernández         | Mexique              | 1 h 18 min 14 s | PB    |
| 5                  | Luke Adams            | Australie            | 1 h 19 min 35 s | PB    |
| 6                  | Ivan Trotski          | Biélorussie          | 1 h 19 min 40 s | PB    |
| 7                  | David Márquez         | Espagne              | 1 h 19 min 46 s | PB    |
| 8                  | Ilya Markov           | Russie               | 1 h 20 min 14 s |       |
| 9                  | José David Dominguez  | Espagne              | 1 h 20 min 15 s | PB    |
| 10                 | Alejandro López       | Mexique              | 1 h 20 min 24 s |       |
| 11                 | Lorenzo Civallero     | Italie               | 1 h 20 min 34 s | PB    |
| 12                 | Yevgeniy Misyulya     | Biélorussie          | 1 h 20 min 38 s | SB    |
| 13                 | André Höhne           | Allemagne            | 1 h 20 min 44 s | PB    |
| 14                 | Hatem Ghoula          | Tunisie              | 1 h 21 min 12 s | SB    |
| 15                 | Yu Chaohong           | Chine                | 1 h 21 min 18 s |       |
| 16                 | Michele Didoni        | Italie               | 1 h 21 min 23 s | SB    |
| 17                 | João Vieira           | Portugal             | 1 h 22 min 07 s |       |
| 18                 | Kevin Eastler         | États-Unis           | 1 h 22 min 25 s | PB    |
| 19                 | Erik Tysse            | Norvège              | 1 h 22 min 43 s | SB    |
| 20                 | Akinori Matsuzaki     | Japon                | 1 h 24 min 22 s |       |
| 21                 | Alessandro Gandellini | Italie               | 1 h 24 min 45 s |       |
| 22                 | Predrag Filipović     | Serbie-et-Monténégro | 1 h 25 min 15 s |       |
| 23                 | Xu Xingde             | Chine                | 1 h 25 min 41 s |       |
| 24                 | Sérgio Galdino        | Brésil               | 1 h 26 min 48 s | SB    |
| 25                 | Feodosiy Chumachenko  | Moldavie             | 1 h 27 min 27 s |       |
| 26                 | Benjamin Kuciński     | Pologne              | 1 h 27 min 41 s |       |
| 27                 | Jiří Malysa           | Tchéquie             | 1 h 30 min 17 s |       |
| 28                 | Allan Segura          | Costa Rica           | 1 h 30 min 53 s | NR    |
| 29                 | Ronald Huayta         | Bolivie              | 1 h 31 min 15 s | PB    |
| —                  | Toshihito Fujinohara  | Japon                | DQ              |       |
| —                  | Eiichi Yoshizawa      | Japon                | DQ              |       |
| —                  | Julius Sawe           | Kenya                | DQ              |       |
| —                  | Vladimir Andreyev     | Russie               | DQ              |       |
| —                  | Valeriy Borisov       | Kazakhstan           | DQ              |       |
| —                  | Bernardo Segura       | Mexique              | DQ              |       |
| —                  | Julio René Martínez   | Guatemala            | DQ              |       |
| —                  | Lee Dae-Ro            | Corée du Sud         | DQ              |       |
| —                  | Viktor Burayev        | Russie               | DQ              |       |

## Légende
Records et Performances
- AR : Record continental (area record)
- CR : Record des championnats (championship record)
- MR : Record du meeting (meet record)
- NR : Record national (national record)
- OR : Record olympique (olympic record)
- PR : Record paralympique (paralympic record)
- PB : Record personnel (personal best)
- SB : Meilleure performance personnelle de la saison (season's best)
- WL : Meilleure performance mondiale de l'année (world leader)
- WJR : Record du monde junior (world junior record)
- WR : Record du monde (world record)

Circonstances et Conditions
- DNF : N'a pas terminé (did not finish)
- DNS : N'a pas pris le départ (did not start)
- DQ : Disqualification (disqualification)
- NM : Aucun essai valable enregistré (No Mark)
- Q : Qualifié « directement » au prochain tour (ou à la prochaine compétition), lors d'une compétition majeure, grâce au classement ou à la réalisation des minima (automatic qualifier)
- q : Qualifié au prochain tour (ou à la prochaine compétition), lors d'une compétition majeure, grâce au repêchage ou à la réalisation de l'une des meilleures performances parmi celles des « non qualifiés directement » (grâce au meilleur temps ou à la meilleure distance par exemple) (secondary qualifier)